# Павленков Флорентій Федорович
Флорентій Федорович Павленков (рос. Флорентий Федорович Павленков; нар. 8 (20) жовтня 1839, Кирсанівський повіт, Тамбовська губернія, Російська імперія — пом., Ніцца, Франція) — російський книговидавець і редактор, просвітник. Творець серії книг «Життя чудових людей».

## Біографія та видавнича діяльність
Народився у Тамбовській губернії 8 (20) жовтня 1839 року в сім'ї поміщика Федора Яковича Павленкова, який отримав дворянство за військову службу. Його дід, прадід і прапрадід походили зі слобідських українських козаків і служили при полковій канцелярії в Острогозьку. Мати Флорентія, Варвара Миколаївна (у дівоцтві Гулевич), була третьою дружиною Федора Яковича Павленкова. Від попередніх шлюбів у нього було вісім дітей. У третьому шлюбі народилися ще двоє синів і дочка. Обох цих синів дуже рано віддали на виховання в Тамбовський кадетський корпус, який на той час був відділенням для молодших класів Воронезького кадетського корпусу. Потім його перевели до петербурзького Першого кадетського корпусу, який він закінчив 1859 року і Михайлівської артилерійської академії (1861). Служив у кінній артилерії у Київському та Брянському арсеналах. Вийшов у відставку 1866 року в званні поручника.
Почав видавничу діяльність у Санкт-Петербурзі перекладом і виданням «Повного курсу фізики» Гано. Відкрив книгарню (за адресою Невський проспект, 36).
У 1867 році за видання 2-ї частини творів Д. І. Писарєва переслідувався судом, але був виправданий. У 1868 році за промову на похороні Писарєва його ув'язнили в Петропавлівську фортецю і заслали до Вятської губернії. Був заарештований у В'ятці восени 1874 року. У 1877 році повернувся до Петербурга, неодноразово піддавався обшукам і арештам. 1880 року за зв'язок із революціонерами засланий до Сибіру, повернувся із заслання 1881 року за поданням надійних поручителів і з підпорядкуванням поліцейському нагляду строком на 5 років.
У Вятці склав «Наочну абетку для навчання і самонавчання грамоти», удостоєну почесного відгуку на всесвітній виставці 1873 року у Відні, яка витримала понад двадцять видань.
Видавав здебільшого книжки, розраховані на масову аудиторію: твори російських класиків, ілюстровані бібліотеки російської та західноєвропейської літератури для дітей, наукову перекладну літературу, науково-популярні бібліотеки.
Особливе місце посідала біографічна серія «Життя чудових людей» (видано близько 200 біографій), що виходила з 1890 до 1915 року, перша в Європі універсальна бібліографічна колекція, що мала великий успіх: 40 дореволюційних перевидань, більше ніж 1,5 мільйона екземплярів. Серією охоплені видатні люди: засновники релігій, філософи, святі, музиканти, науковці, полководці, мандрівники, винахідники, починаючи від Сократа й Олександра Македонського, і закінчуючи Львом Толстим, Лобачевським та Соловйовим.
Також видавалися твори марксистсько-соціалістичного спрямування (Ф. Енгельс, О. І. Герцен, В. Г. Бєлінський, Д. І. Писарєв та ін.)
1899 року видав знаменитий «Енциклопедичний словник», наповнений великою кількістю малюнків, портретів і карт. Згодом цю книгу перевидавали шість разів зі змінами та доповненнями. Загалом видавництво Павленкова випустило у світ понад 750 найменувань книг накладом понад 3,5 млн примірників.
Також ним видавався «Словарь иностранныхъ словъ, вошедшихъ въ составъ Русскаго языка», 1 і 2 видання в друкарні Ю. Н. Ерліха в Санкт-Петербурзі в 1900 і 1907 рр., 3-е видання 1921 р. у виданні книжкової крамниці Майзеля (Max N. Maisel) у Нью-Йорку.
З 1890 року жив у будинку № 6 на Малій Італійській вулиці (вулиця Жуковського з 1902 р.), 6.
Помер у Ніцці 8 (20) січня 1900 року. Був похований у Санкт-Петербурзі на Літераторських містках Волкового цвинтаря. Надгробок (скульптор І. Я. Гінцбург) створено на початку 1900-х років.
Свій капітал заповів на влаштування безплатних бібліотек і читалень у селах. З 1901 року до 1911 року на заповідані ним кошти в 53 російських губерніях відкрили дві тисячі безплатних бібліотек-читалень. Його духівник — В. І. Яковенко, відомий громадський діяч свого часу, доповів про повне виконання волі покійного на Першому Всеросійському з'їзді з бібліотечної справи 1911 року.
Видавництво Павленкова існувало до 1917 року. У Радянській Росії бібліографічна бібліотека Ф. Павленкова не перевидавалася і фактично була виключена з культурного вжитку, трансформована в горьківську ЖЧЛ.

## Пам'ять

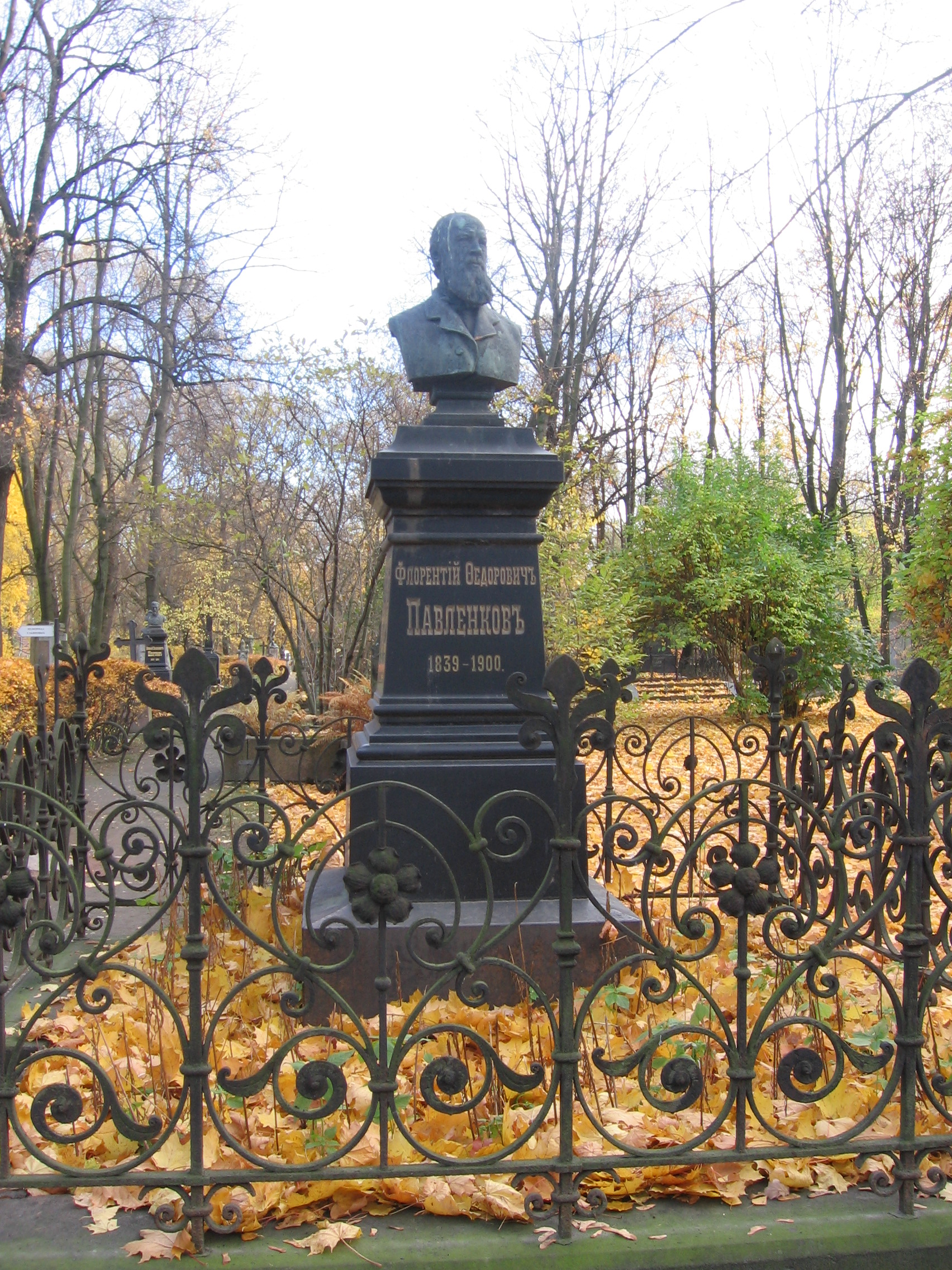
Надгробок Ф. Ф. Павленкова на Літераторських містках

- У 90-ті роки XX століття утворилася громадська організація під назвою «Співдружність Павленківських бібліотек», що об'єднує бібліотеки, відкриті на кошти Павленкова[7]. З 1979 проводяться бібліотечні науково-практичні конференції під назвою «Павленківські читання»[6].